# Chiltonia rivertonensis
Chiltonia rivertonensis is een vlokreeftensoort uit de familie van de Chiltoniidae. De wetenschappelijke naam van de soort is voor het eerst geldig gepubliceerd in 1954 door Hurley.